# Rothorn (Naters)
Pour les articles homonymes, voir Rothorn.
À ne pas confondre avec le Rothorn situé 14 km au sud-ouest, également sur la commune de Naters.
Le Rothorn est un sommet des Alpes bernoises, en Suisse, situé à Naters dans le canton du Valais, qui culmine à 3 272 m d'altitude.
Situé à queslques centaines de mètres au sud-est du Zenbächenhorn, il domine, à l'est, le glacier d'Aletsch.